# Élections législatives de 2022 en Corse-du-Sud
Les élections législatives françaises de 2022 se déroulent les 12 et 19 juin 2022. En Corse-du-Sud, deux députés sont à élire dans le cadre de deux circonscriptions.

## Contexte

### Circonscription 1
Le maire d'Ajaccio, Laurent Marcangeli, décide de se lancer dans la course à l'élection dans un contexte particulièrement tendu. Prétendant à cette élection législative, mais aussi prétendant de la présidence du futur groupe Horizons à l'Assemblée nationale, il ne soutient pas son ami de toujours, Jean-Jacques Ferrara (LR), député sortant, qui jette l'éponge dans les colonnes de Corse-Matin, le 14 mai.
Le camp nationaliste part, lui, divisé. Avec plusieurs candidats, comme Romain Colonna (FaC) ou Jean-Paul Carrolaggi (Corsica Libera, soutenu par le PNC). Avec un objectif : parvenir au second tour, ce qui avait été raté de peu en 2017 (un peu plus de 10 voix derrière LREM). La fin de la coalition Pè a Corsica pour les élections territoriales de 2021 avait marqué une dispersion des forces.
Le RN, lui, investit Nathaly Antona, numéro deux du parti en Corse, pour mener ce combat et ainsi "surfer" sur la vague bleu marine de la présidentielle.
Robin de Mari, est lui aussi candidat, investi par LFI après les 13,76% de Jean-Luc Mélenchon à la présidentielle dans cette circonscription.
Michel Mozziconacci se lance lui aussi dans la bataille, sans étiquette. D'autres personnalités comme Anissa-Flore Amziane (PCF), déjà candidate en 2017, Angélique Susini (PS), David Quintela (REC), Pascale Bizzari (EPL), Claire Lainez (LO), mais aussi Walter Lippler (LP).

### Circonscription 2
Scénario ressemblant à 2017, mais pas identique : Valérie Bozzi (maire de Grosseto-Prugna), divers droite mais soutenue par Horizons, se présente et est soutenue à la dernière minute par Camille de Rocca Serra (LR), qui retire sa candidature à la plus grande surprise le 20 mai.
Le camp nationaliste est lui, uni, derrière le député sortant, Paul-André Colombani, investi par le PNC, soutenu par Corsica Libera et face auquel Femu ne présente pas de candidat.
François Filoni, candidat RN, entend lui aussi profiter des excellents scores de Marine Le Pen sur l'île pour tenter de décrocher un siège de député au Palais Bourbon.
Reconquête ! entend également faire entendre sa voix et transformer l'essai après les performances d'Eric Zemmour en Corse : c'est donc Olivier Battistini, référent régional du parti, qui sera candidat.
Dylan Champeau, à 23 ans (déjà candidat en 2017), portera les couleurs d'Inseme a manca - Ensemble ! pour cette élection.
Pierre-Ange Muselli-Colonna sera le représentant du Parti Communiste dans la circonscription, l'accord de la NUPES ne s'appliquant pas en Corse.
D'autres candidatures sont bien là : comme celles de Ghislaine Salmat (PS), Yves Nicolaï (Ecologie au centre), Pierre-Paul Puccinelli (REG) : candidat du collectif Bon Sens Vital(e) ou Yves Daïen (EXG).

### Résultats de l'élection présidentielle de 2022 par circonscription
| Circonscription | 1er tour | 1er tour | 1er tour  |         | 2d tour | 2d tour |
| Circonscription | Macron   | Le Pen   | Mélenchon | Macron  | Le Pen  |         |
| --------------- | -------- | -------- | --------- | ------- | ------- | ------- |
| Circonscription |          |          |           |         |         |         |
| 1re             | 18,99 %  | 28,70 %  | 13,76 %   | 41,51 % | 58,49 % |         |
| 2e              | 18,56 %  | 29,65 %  | 13,38 %   | 41,83 % | 58,17 % |         |

## Système électoral
Les élections législatives ont lieu au scrutin uninominal majoritaire à deux tours dans des circonscriptions uninominales.
Est élu au premier tour le candidat qui réunit la majorité absolue des suffrages exprimés et un nombre de voix au moins égal au quart (25 %) des électeurs inscrits dans la circonscription. Si aucun des candidats ne satisfait ces conditions, un second tour est organisé entre les candidats ayant réuni un nombre de voix au moins égal à un huitième des inscrits (12,5 %) ; les deux candidats arrivés en tête du premier tour se maintiennent néanmoins par défaut si un seul ou aucun d'entre eux n'a atteint ce seuil. Au second tour, le candidat arrivé en tête est déclaré élu.
Le seuil de qualification basé sur un pourcentage du total des inscrits et non des suffrages exprimés rend plus difficile l'accès au second tour lorsque l'abstention est élevée. Le système permet en revanche l'accès au second tour de plus de deux candidats si plusieurs d'entre eux franchissent le seuil de 12,5 % des inscrits. Les candidats en lice au second tour peuvent ainsi être trois, un cas de figure appelé « triangulaire ». Les second tours où s'affrontent quatre candidats, appelés « quadrangulaire » sont également possibles, mais beaucoup plus rares.

### Partis et nuances
Les résultats des élections sont publiées en France par le ministère de l'Intérieur, qui classe les partis en leur attribuant des nuances politiques. Ces dernières sont décidées par les préfets, qui les attribuent indifféremment de l'étiquette politique déclarée par les candidats, qui peut être celle d'un parti ou une candidature sans étiquette.
En 2022, seuls les coalitions Ensemble (ENS) et Nouvelle Union populaire écologique et sociale (NUP), ainsi que le Parti radical de gauche (RDG), l'Union des démocrates et indépendants (UDI), Les Républicains (LR), le Rassemblement national (RN) et Reconquête (REC) se voient attribués des nuances propres,,.
Tous les autres partis se voient attribués l'une ou l'autre des nuances suivantes : DXG (divers extrême gauche), DVG (divers gauche), ECO (écologiste), REG (régionaliste), DVC (divers centre), DVD (divers droite), DSV (droite souverainiste) et DXD (divers extrême droite). Des partis comme Debout la France ou Lutte ouvrière ne disposent ainsi pas de nuances propres, et leurs résultats nationaux ne sont pas publiés séparément par le ministère, car mélangés avec d'autres partis (respectivement dans les nuances DSV et DXG),.

## Campagne

### Organisation des débats

#### Premier tour
Pour le premier tour de ces élections législatives (12 juin), sont organisés deux débats pour chacune des deux circonscriptions du département, par France 3 Corse ViaStella :
- 1re circonscription : mercredi 8 juin ;
- 2e circonscription : mercredi 18 mai.

D'autres débats ont été organisés par Corse Matin/RCFM.

## Résultats

### Élus
| Circonscription                                 | Député sortant        | Parti | Parti | Groupe | Député élu ou réélu  | Parti | Parti     | Groupe |
| ----------------------------------------------- | --------------------- | ----- | ----- | ------ | -------------------- | ----- | --------- | ------ |
| 1re                                             | Jean-Jacques Ferrara* |       | LR    | LR     | Laurent Marcangeli   |       | HOR - CCB | HOR    |
| 2e                                              | Paul-André Colombani  |       | PNC   | LT     | Paul-André Colombani |       | PNC       | LIOT   |
| * député sortant ne se représentant pas en 2022 |                       |       |       |        |                      |       |           |        |

### Résultats à l'échelle du département

#### Résultats par coalition
| Parti et coalition                                           | Parti et coalition                                           | Parti et coalition               | Premier tour | Premier tour | Premier tour | Second tour   | Second tour   | Second tour | Total Sièges  | +/-           |  |
| Parti et coalition                                           | Parti et coalition                                           | Parti et coalition               | Voix         | %            | Sièges       | Voix          | %             | Sièges      | Total Sièges  | +/-           |  |
| ------------------------------------------------------------ | ------------------------------------------------------------ | -------------------------------- | ------------ | ------------ | ------------ | ------------- | ------------- | ----------- | ------------- | ------------- |  |
|                                                              |                                                              | Parti de la nation corse (PNC)   | 12 551       | 25,46        | 0            | 14 746        | 30,21         | 1           | 1             | en stagnation |  |
|                                                              | Femu a Corsica (FaC)                                         | 4 135                            | 8,39         | 0            | 11 195       | 22,94         | 0             | 0           | en stagnation |               |  |
| Total Régions et peuples solidaires (R&PS)                   | Total Régions et peuples solidaires (R&PS)                   | 16 686                           | 33,84        | 0            | 25 941       | 53,15         | 1             | 1           | en stagnation |               |  |
|                                                              |                                                              | Horizons (H)                     | 15 056       | 30,54        | 0            | 22 866        | 46,85         | 1           | 1             | Nv            |  |
| Total Ensemble (ENS)                                         | Total Ensemble (ENS)                                         | 15 056                           | 30,54        | 0            | 22 866       | 46,85         | 1             | 1           | 1             |               |  |
|                                                              | Rassemblement national (RN)                                  | Rassemblement national (RN)      | 6 791        | 13,77        | 0            |               |               |             | 0             | en stagnation |  |
|                                                              |                                                              | Parti communiste français (PCF)  | 1 626        | 3,30         | 0            | 0             | en stagnation |             |               |               |  |
|                                                              | La France insoumise (LFI)                                    | 1 281                            | 2,60         | 0            | 0            | en stagnation |               |             |               |               |  |
|                                                              | Inseme a Manca-Ensemble ! (IAM-E!)                           | 1 046                            | 2,21         | 0            | 0            | Nv            |               |             |               |               |  |
|                                                              | Parti socialiste (PS)                                        | 714                              | 1,45         | 0            | 0            | Nv            |               |             |               |               |  |
| Total Nouvelle Union populaire écologique et sociale (NUPES) | Total Nouvelle Union populaire écologique et sociale (NUPES) | 4 667                            | 9,47         | 0            | 0            | en stagnation |               |             |               |               |  |
|                                                              | Reconquête (REC)                                             | Reconquête (REC)                 | 1 940        | 3,93         | 0            | 0             | Nv            |             |               |               |  |
|                                                              | Écologie au centre                                           | Écologie au centre               | 721          | 1,46         | 0            | 0             | Nv            |             |               |               |  |
|                                                              |                                                              | Les Patriotes (LP)               | 548          | 1,11         | 0            | 0             | Nv            |             |               |               |  |
| Total Union pour la France (UPF)                             | Total Union pour la France (UPF)                             | 548                              | 1,11         | 0            | 0            | Nv            |               |             |               |               |  |
|                                                              |                                                              | Decidemos (DEC)                  | 336          | 0,68         | 0            | 0             | Nv            |             |               |               |  |
| Total Convergence RIC (CRIC)                                 | Total Convergence RIC (CRIC)                                 | 336                              | 0,68         | 0            | 0            | Nv            |               |             |               |               |  |
|                                                              | Ensemble pour les libertés (EPL)                             | Ensemble pour les libertés (EPL) | 207          | 0,42         | 0            | 0             | Nv            |             |               |               |  |
|                                                              | Lutte ouvrière (LO)                                          | Lutte ouvrière (LO)              | 159          | 0,32         | 0            | 0             | en stagnation |             |               |               |  |
|                                                              | Sans étiquette (SE)                                          | Sans étiquette (SE)              | 2 193        | 4,45         | 0            | 0             | en stagnation |             |               |               |  |
|                                                              |                                                              |                                  |              |              |              |               |               |             |               |               |  |
| Suffrages exprimés                                           | Suffrages exprimés                                           | Suffrages exprimés               | 49 304       | 97,27        |              | 48 807        | 93,63         |             |               |               |  |
| Votes blancs                                                 | Votes blancs                                                 | Votes blancs                     | 819          | 1,62         | 2 088        | 4,01          |               |             |               |               |  |
| Votes nuls                                                   | Votes nuls                                                   | Votes nuls                       | 563          | 1,11         | 1 233        | 2,37          |               |             |               |               |  |
| Total                                                        | Total                                                        | Total                            | 50 686       | 100          | 0            | 52 128        | 100           | 2           | 2             | en stagnation |  |
| Abstentions                                                  | Abstentions                                                  | Abstentions                      | 63 424       | 55,58        |              | 61 967        | 54,31         |             |               |               |  |
| Inscrits/Participation                                       | Inscrits/Participation                                       | Inscrits/Participation           | 114 110      | 44,42        | 114 095      | 45,69         |               |             |               |               |  |

#### Résultats par nuance
| Nuance                 | Nuance                 | Nuance                 | Premier tour | Premier tour | Premier tour | Second tour | Second tour   | Second tour | Total Sièges | +/-           |  |
| Nuance                 | Nuance                 | Nuance                 | Voix         | %            | Sièges       | Voix        | %             | Sièges      | Total Sièges | +/-           |  |
| ---------------------- | ---------------------- | ---------------------- | ------------ | ------------ | ------------ | ----------- | ------------- | ----------- | ------------ | ------------- |  |
|                        | Régionaliste           | REG                    | 17 022       | 34,52        | 0            | 25 941      | 53,15         | 1           | 1            | en stagnation |  |
|                        | Ensemble !             | ENS                    | 7 972        | 16,17        | 0            | 12 013      | 24,61         | 1           | 1            | 1             |  |
|                        | Divers droite          | DVD                    | 7 084        | 14,37        | 0            | 10 853      | 22,24         | 0           | 0            | en stagnation |  |
|                        | Rassemblement national | RN                     | 6 791        | 13,77        | 0            |             |               |             | 0            | en stagnation |  |
|                        | Divers gauche          | DVG                    | 4 667        | 9,47         | 0            | 0           | en stagnation |             |              |               |  |
|                        | Divers centre          | DVC                    | 2 193        | 4,45         | 0            | 0           | Nv            |             |              |               |  |
|                        | Reconquête             | REC                    | 1 940        | 3,93         | 0            | 0           | Nv            |             |              |               |  |
|                        | Ecologistes            | ECO                    | 928          | 1,88         | 0            | 0           | Nv            |             |              |               |  |
|                        | Droite souverainiste   | DSV                    | 548          | 1,11         | 0            | 0           | Nv            |             |              |               |  |
|                        | Divers extrême gauche  | DXG                    | 159          | 0,32         | 0            | 0           | en stagnation |             |              |               |  |
|                        |                        |                        |              |              |              |             |               |             |              |               |  |
| Suffrages exprimés     | Suffrages exprimés     | Suffrages exprimés     | 49 304       | 97,27        |              | 48 807      | 93,63         |             |              |               |  |
| Votes blancs           | Votes blancs           | Votes blancs           | 819          | 1,62         | 2 088        | 4,01        |               |             |              |               |  |
| Votes nuls             | Votes nuls             | Votes nuls             | 563          | 1,11         | 1 233        | 2,37        |               |             |              |               |  |
| Total                  | Total                  | Total                  | 50 686       | 100          | 0            | 52 128      | 100           | 2           | 2            | en stagnation |  |
| Abstentions            | Abstentions            | Abstentions            | 63 424       | 55,58        |              | 61 967      | 54,31         |             |              |               |  |
| Inscrits/Participation | Inscrits/Participation | Inscrits/Participation | 114 110      | 44,42        | 114 095      | 45,69       |               |             |              |               |  |

### Cartes

Nuance politique des candidats arrivés en tête dans chaque commune au 1er tour.
Nuance politique des candidats arrivés en tête dans chaque commune au 2e tour.

### Résultats par circonscription

#### Première circonscription
Député sortant : Jean-Jacques Ferrara (Les Républicains). Dans une lettre à Corse-Matin (édition du 14 mai 2022), il annonce ne pas briguer un second mandat.
| Candidat                 | Candidat                 | Parti et coalition       | Nuance                   | Premier tour | Premier tour | Second tour | Second tour |  |
| Candidat                 | Candidat                 | Parti et coalition       | Nuance                   | Voix         | %            | Voix        | %           |  |
| ------------------------ | ------------------------ | ------------------------ | ------------------------ | ------------ | ------------ | ----------- | ----------- |  |
|                          | Laurent Marcangeli       | HOR - CCB (ENS)          | ENS                      | 7 972        | 33,70        | 12 013      | 51,76       |  |
|                          | Romain Colonna           | FaC (RPS)                | REG                      | 4 135        | 17,48        | 11 195      | 48,24       |  |
|                          | Nathaly Antona           | RN                       | RN                       | 3 003        | 12,69        |             |             |  |
|                          | Jean-Paul Carrolaggi     | PNC (RPS)                | REG                      | 3 002        | 12,69        |             |             |  |
|                          | Michel Mozziconacci      | SE                       | DVC                      | 2 193        | 9,27         |             |             |  |
|                          | Robin De Mari            | LFI (NUPES)              | DVG                      | 1 281        | 5,41         |             |             |  |
|                          | David Quintela           | REC                      | REC                      | 738          | 3,12         |             |             |  |
|                          | Anissa-Flore Amziane     | PCF (NUPES)              | DVG                      | 522          | 2,21         |             |             |  |
|                          | Angélique Susini         | PS (NUPES)               | DVG                      | 353          | 1,49         |             |             |  |
|                          | Pascale Bizzari          | EPL                      | ECO                      | 207          | 0,87         |             |             |  |
|                          | Walter Lippler           | LP (UPF)                 | DSV                      | 174          | 0,74         |             |             |  |
|                          | Claire Lainez            | LO                       | DXG                      | 79           | 0,33         |             |             |  |
|                          |                          |                          |                          |              |              |             |             |  |
| Votes valides            | Votes valides            | Votes valides            | Votes valides            | 23 659       | 97,87        | 23 208      | 93,75       |  |
| Votes blancs             | Votes blancs             | Votes blancs             | Votes blancs             | 295          | 1,22         | 983         | 3,97        |  |
| Votes nuls               | Votes nuls               | Votes nuls               | Votes nuls               | 220          | 0,91         | 564         | 2,28        |  |
| Total                    | Total                    | Total                    | Total                    | 24 174       | 100          | 24 755      | 100         |  |
| Abstention               | Abstention               | Abstention               | Abstention               | 28 094       | 53,75        | 27 506      | 52,63       |  |
| Inscrits / participation | Inscrits / participation | Inscrits / participation | Inscrits / participation | 52 268       | 46,25        | 52 261      | 47,37       |  |

#### Deuxième circonscription
Député sortant : Paul-André Colombani (Parti de la nation corse).
| Candidat                 | Candidat                    | Parti et coalition       | Nuance                   | Premier tour | Premier tour | Second tour | Second tour |  |
| Candidat                 | Candidat                    | Parti et coalition       | Nuance                   | Voix         | %            | Voix        | %           |  |
| ------------------------ | --------------------------- | ------------------------ | ------------------------ | ------------ | ------------ | ----------- | ----------- |  |
|                          | Paul-André Colombani        | PNC (RPS)                | REG                      | 9 549        | 37,24        | 14 746      | 57,60       |  |
|                          | Valérie Bozzi               | app. HOR (ENS)           | DVD                      | 7 084        | 27,63        | 10 853      | 42,40       |  |
|                          | François Filoni             | RN                       | RN                       | 3 788        | 14,77        |             |             |  |
|                          | Olivier Battistini          | REC                      | REC                      | 1 202        | 4,69         |             |             |  |
|                          | Pierre-Ange Muselli-Colonna | PCF (NUPES)              | DVG                      | 1 104        | 4,31         |             |             |  |
|                          | Dylan Champeau              | IAM-E (NUPES)            | DVG                      | 1 046        | 4,08         |             |             |  |
|                          | Yves Nicolaï                | EAC                      | ECO                      | 721          | 2,81         |             |             |  |
|                          | Vincent Louis Ettori        | LP (UPF)                 | DSV                      | 374          | 1,46         |             |             |  |
|                          | Ghislaine Salmat            | PS (NUPES)               | DVG                      | 361          | 1,41         |             |             |  |
|                          | Pierre-Paul Puccinelli,     | DEC (CRIC)               | REG                      | 336          | 1,31         |             |             |  |
|                          | Yves Daïen                  | LO                       | DXG                      | 80           | 0,30         |             |             |  |
|                          |                             |                          |                          |              |              |             |             |  |
| Votes valides            | Votes valides               | Votes valides            | Votes valides            | 25 645       | 96,73        | 25 599      | 93,52       |  |
| Votes blancs             | Votes blancs                | Votes blancs             | Votes blancs             | 524          | 1,98         | 1 105       | 4,04        |  |
| Votes nuls               | Votes nuls                  | Votes nuls               | Votes nuls               | 343          | 1,29         | 669         | 2,44        |  |
| Total                    | Total                       | Total                    | Total                    | 26 512       | 100          | 27 373      | 100         |  |
| Abstention               | Abstention                  | Abstention               | Abstention               | 35 330       | 57,13        | 34 461      | 55,73       |  |
| Inscrits / participation | Inscrits / participation    | Inscrits / participation | Inscrits / participation | 61 842       | 42,87        | 61 834      | 44,27       |  |